# Rumpler-Werke

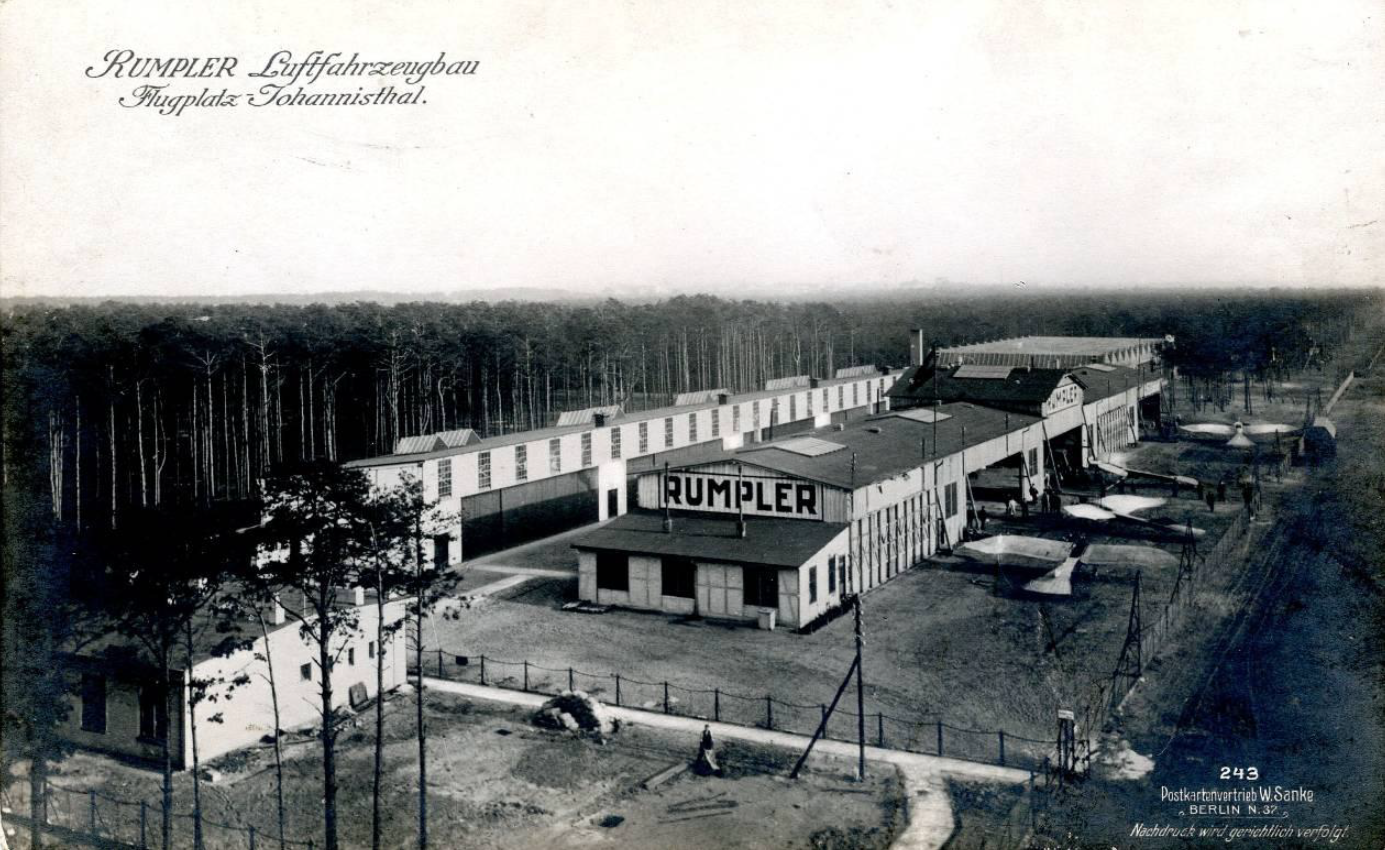
Die Rumpler-Werke am Flugplatz Johannisthal Anfang 1914, rechts neben dem Gebäude vier Rumpler Tauben

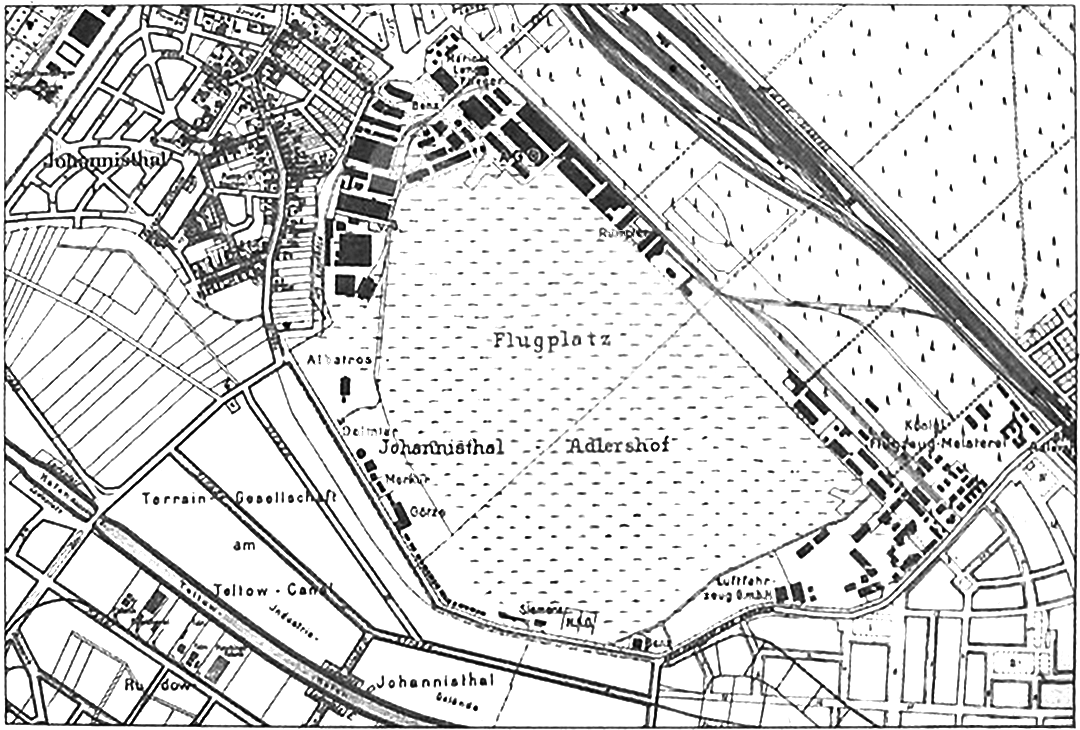
Lageplan des Flugplatzes Johannisthal mit den nördlich gelegenen Hallen der Rumpler-Werke (1916)

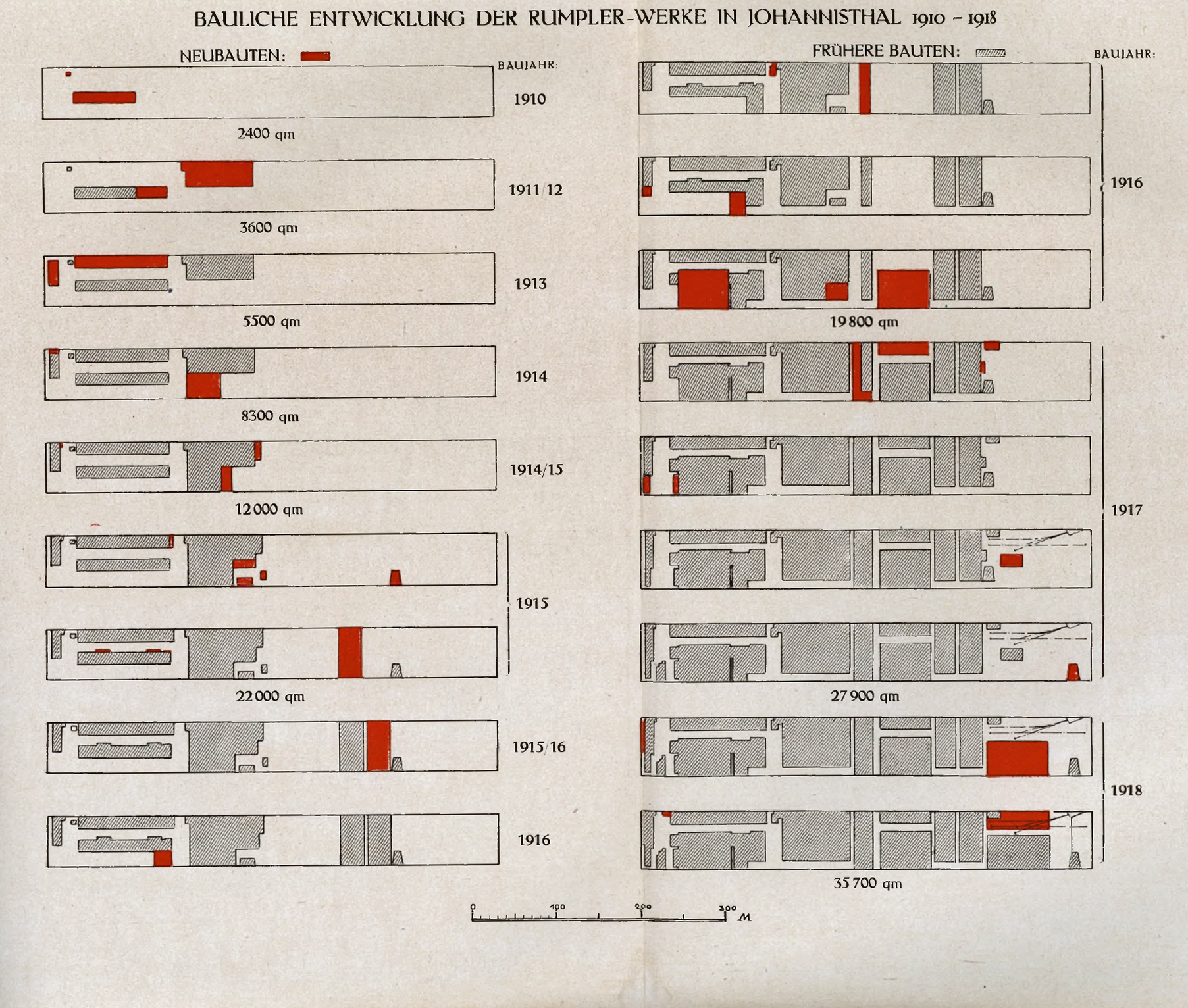
Bauliche Entwicklung der Rumpler-Werke in Johannisthal 1910–1918

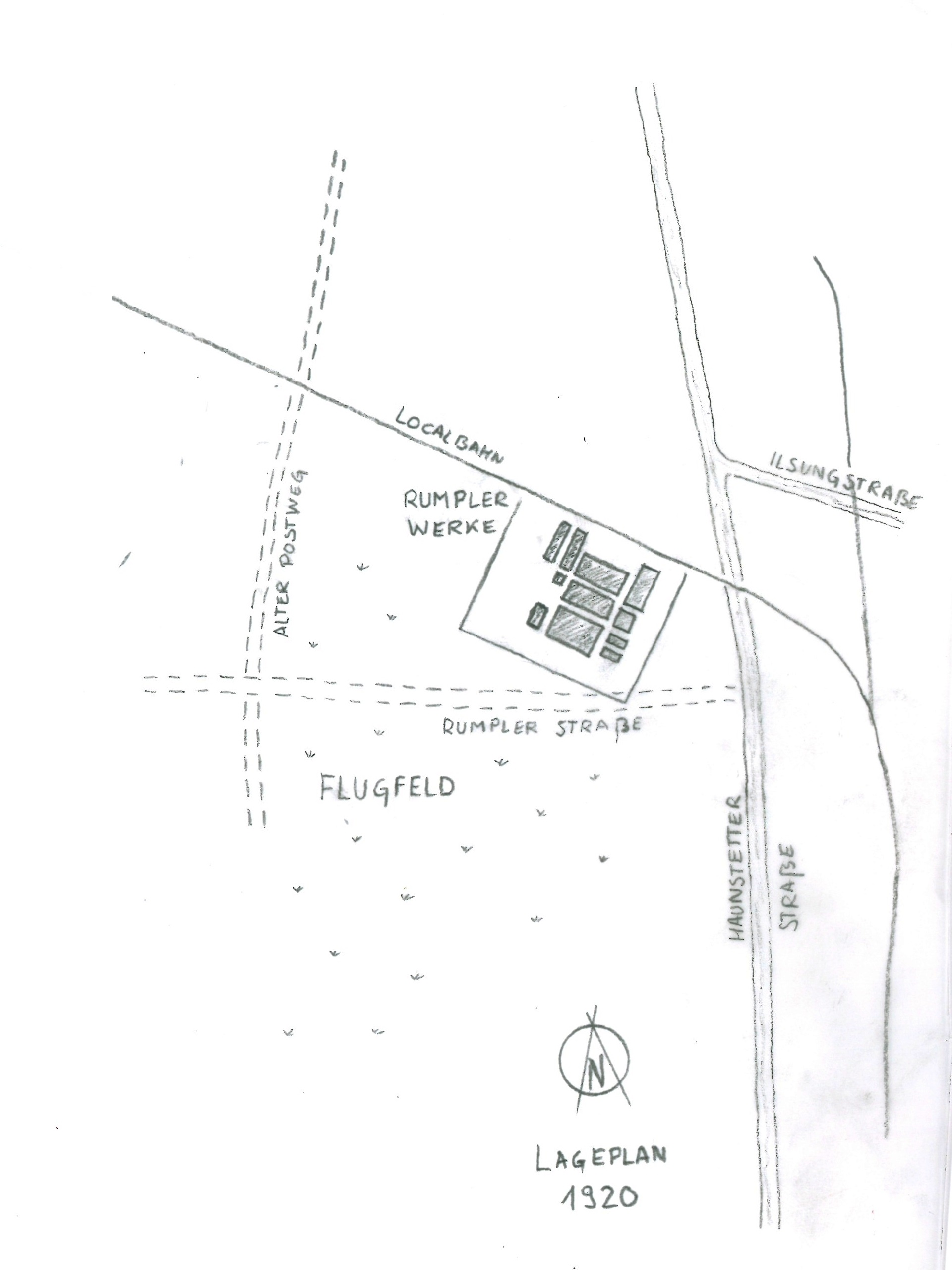
Lageplan der Bayerischen Rumpler-Werke in Augsburg (1920)

Die Berliner Rumpler-Werke gingen 1914 aus der Rumpler-Luftfahrzeugbau GmbH hervor und produzierten unter der Führung von Edmund Rumpler bis zum Ende des Ersten Weltkrieges im Jahr 1918 verschiedene Flugzeugtypen für den Kampfeinsatz. 1916 wurde zudem ein Zweigbetrieb in Augsburg gegründet. Nach dem Krieg konzentrierte sich das Unternehmen auf die Fertigung von Automobilen. Aufgrund zu geringer Verkaufszahlen wurden die Rumpler-Werke 1926 geschlossen und die Produktionsanlagen in Berlin und Augsburg anschließend verkauft.

## Geschichte

### Vorgängerunternehmen
Im August des Jahres 1906 gründete Edmund Rumpler in Berlin (ungefähre Lage in der Gitschiner Straße 5) ein technisches Konstruktionsbüro, dem er am 10. November 1908 eine Abteilung für Flugzeugbau mit dem Namen Edmund Rumpler Luftfahrzeugbau angliederte. Im Gegensatz zu August Euler, der nur wenige Wochen zuvor in Griesheim die erste deutsche Flugzeugfabrik gegründet hatte, strebte Rumpler anfänglich keine fabrikmäßige Herstellung von Luftfahrzeugen an. Aufgrund der guten Auftragslage änderte er jedoch seine Pläne und wandelte seine Firma 1909 in die Rumpler-Luftfahrzeugbau GmbH um.
Ab 1910 bezog das Unternehmen ein Gebäude am Nordrand des Flugplatzes Johannisthal (ungefähre Lage) und erprobte die gebauten Flugapparate auf dem angrenzenden Flugfeld. Außerdem sicherte sich die Firma dort für eine zukünftige Expansion weitere Flächen, die auch nach und nach genutzt wurden. Am 10. Oktober 1910 hatte in Johannisthal als Lizenzbau der Etrich-Taube von Ignaz Etrich die Etrich-Rumpler-Taube ihren Erstflug. Das Flugzeug wurde in Großserie gefertigt und zunächst als auch als Etrich-Rumpler-Taube vermarktet. Recht schnell verschwand der Schriftzug des tatsächlichen Konstrukteurs Etrich aus allen Unterlagen und das Flugzeug wurde als Rumpler-Taube verkauft, womit Rumpler das Produkt als seinen eigenen Entwurf vermarktete. Dies führte zu Rechtsstreitigkeiten mit Etrich, die durch den Ersten Weltkrieg obsolet wurden.

### Erster Weltkrieg
Während des Ersten Weltkriegs stieg der Bedarf an Flugzeugen stark an. Die damit in Zusammenhang stehende Produktionssteigerung stellte allerdings höhere Anforderungen an das Betriebskapital der Rumpler-Werke, sodass seitens der Gesellschafter entschieden wurde, die seit 1914 bestehende Rumpler-Werke GmbH aufzulösen und am 21. September 1917 die Rumpler-Werke AG mit einem Kapital von 3,5 Millionen Mark neu zu gründen.
Am 24. Oktober 1916 führte die anhaltend hohe kriegsbedingte Nachfrage zur Gründung eines Tochterunternehmens in Augsburg. Kapitalgeber der Bayerischen Rumpler-Werke AG war unter anderem der Unternehmer August Riedinger. Zwischen dem Spatenstich für den Bau der Produktionshallen mit angrenzendem Flugfeld am 25. November 1916 (ungefähre Lage) und der Fertigstellung des ersten Flugzeuges am 1. Juli 1917 vergingen nur etwas mehr als acht Monate. Bis Kriegsende wurden in Augsburg unter der Führung von Werksleiter Otto Meyer etwa 350 Flugzeuge hergestellt. In den Berliner Werken lag die Anzahl gebauter Flugzeuge zwischen 1908 und 1918 bei 3060 Stück. Zum Höhepunkt der Produktion 1918 waren in Berlin und in Augsburg insgesamt rund 3300 Arbeiter beschäftigt.

### Nachkriegsjahre
Wegen des von den Siegermächten verhängten Flugzeug-Bauverbots widmete sich das Unternehmen in den Nachkriegsjahren der Konstruktion von Automobilen. In Augsburg wurde hierzu ein Fahrzeug mit besonders windschlüpfiger Karosserieform, der Rumpler-Tropfenwagen, entwickelt und 1921 auf der Internationalen Automobil-Ausstellung in Berlin der Öffentlichkeit präsentiert. Kurze Zeit später begann die Produktion des Fahrzeugs in Berlin.
Die Bayerische Rumpler-Werke AG in Augsburg musste 1923 Konkurs anmelden und veräußerte am 30. Juli 1926 die gesamten Produktionshallen an die Bayerischen Flugzeugwerke. Auch die Rumpler-Werke AG in Berlin geriet wegen der geringen Verkaufszahlen des Tropfenwagens in den folgenden Jahren in wirtschaftliche Schwierigkeiten. 1925 musste das Unternehmen die Produktion nach etwa 100 hergestellten Fahrzeugen einstellen und ebenfalls Konkurs anmelden. Die Produktionsanlagen wurden dann 1926 verkauft und das Unternehmen aufgelöst.
Sowohl die Gebäude der Rumpler-Werke in Augsburg als auch in Berlin sind heute nicht mehr existent. In Augsburg erinnert noch die unmittelbar südlich der Werkshallen gelegene Rumplerstraße (Straßenbenennung 1972) an den ehemaligen Produktionsstandort.

## Produkte
Die Rumpler-Werke fertigten bis zum Ende des Ersten Weltkrieges verschiedene Flugzeugtypen für militärische Zwecke. Dazu zählten sowohl Aufklärungsflugzeuge und Kampfflugzeuge als auch Jagdflugzeuge und Langstreckenbomber. In der Nachkriegszeit konzentrierte sich das Unternehmen aufgrund des verhängten Flugzeug-Bauverbotes auf die Herstellung von Automobilen.

Flugzeug- und Automobilproduktion der Rumpler-Werke
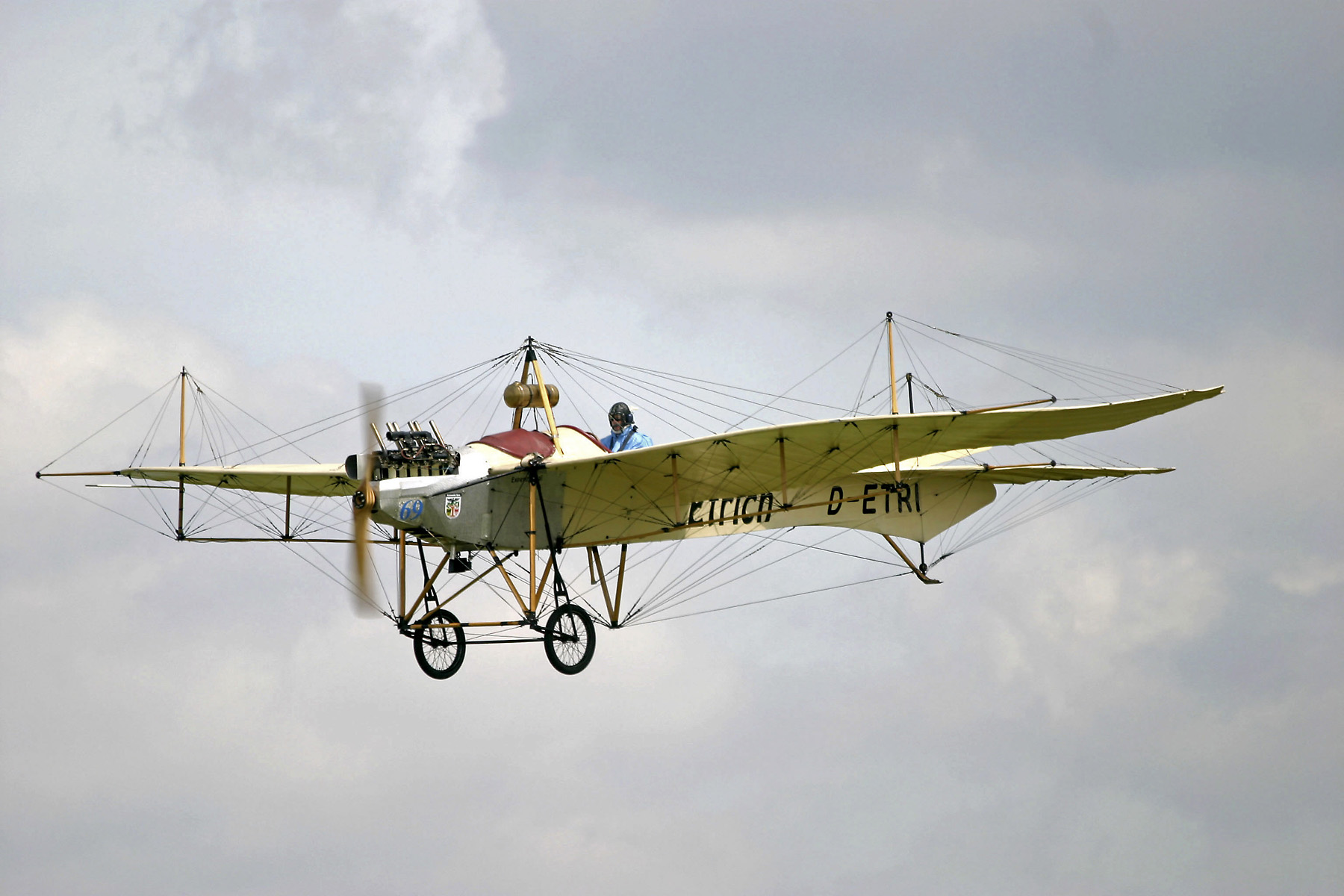
Etrich-Rumpler-Taube
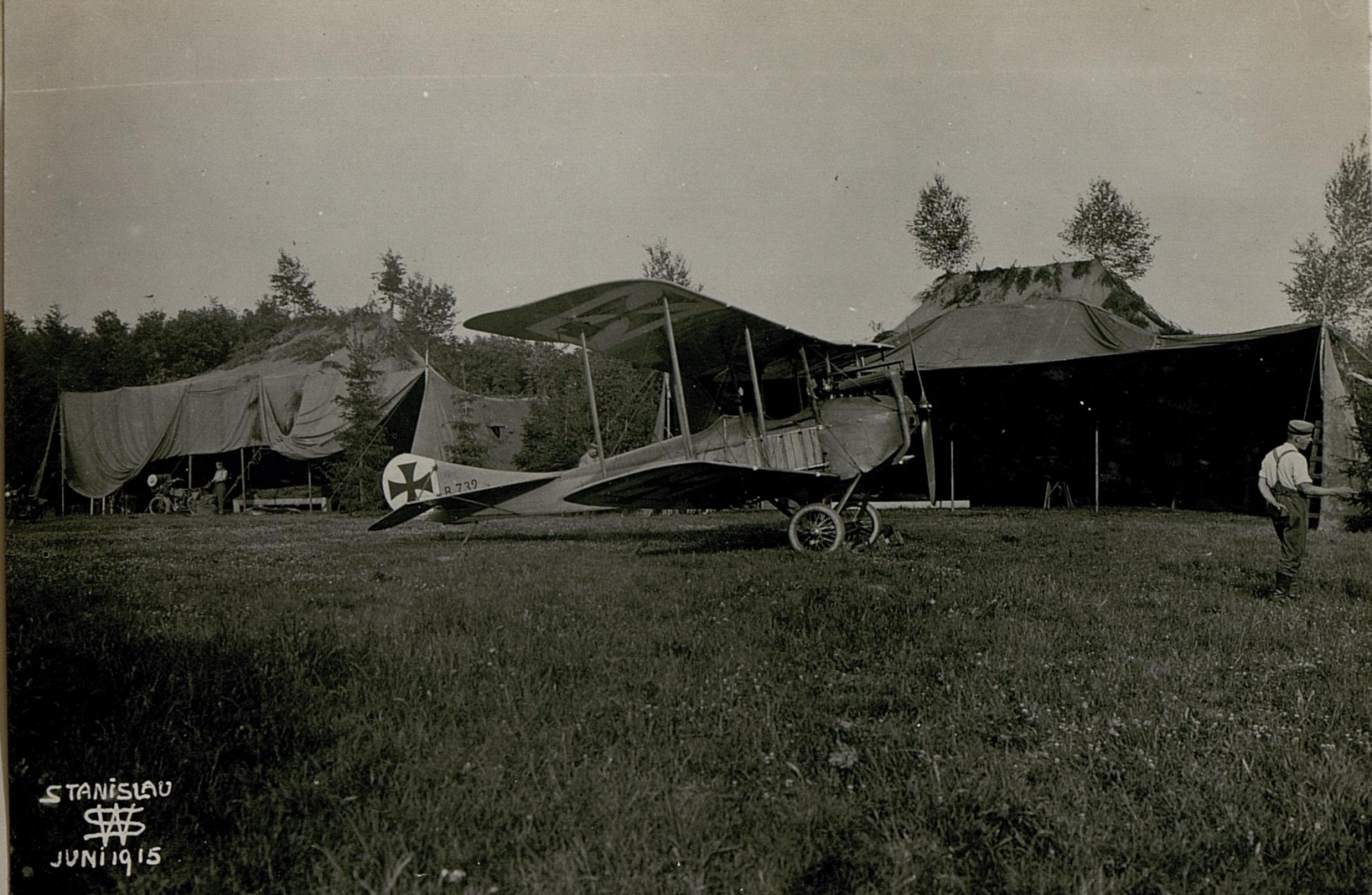
Rumpler-B-Typen B • B.I
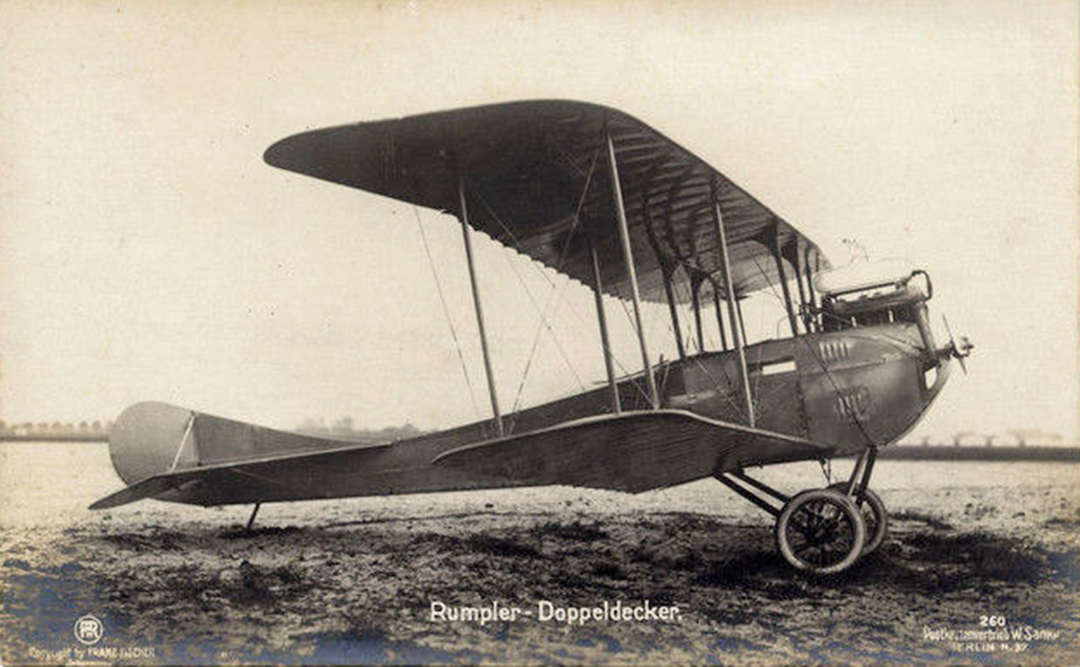
Rumpler-C-Typen C.I • C.Ia • C.II • C.III • C.IV • C.V • C.VI • C.VII • C.VIII • C.IX • C.X
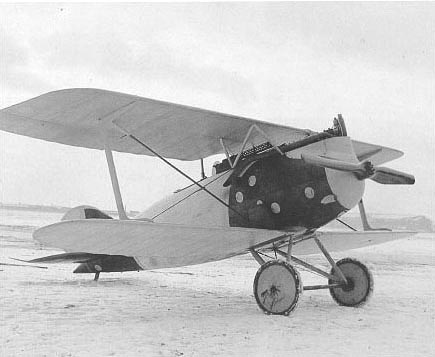
Rumpler-D-Typ D.I
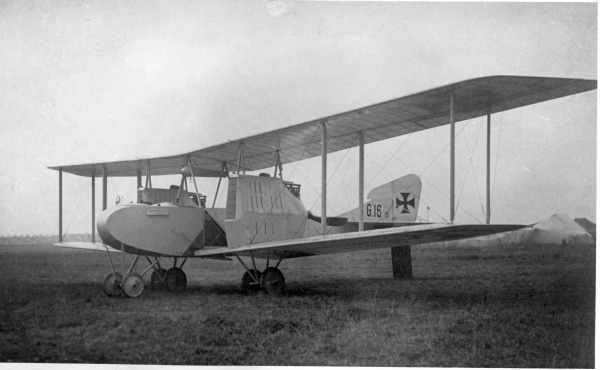
Rumpler-G-Typen G.I • G.II • G.III
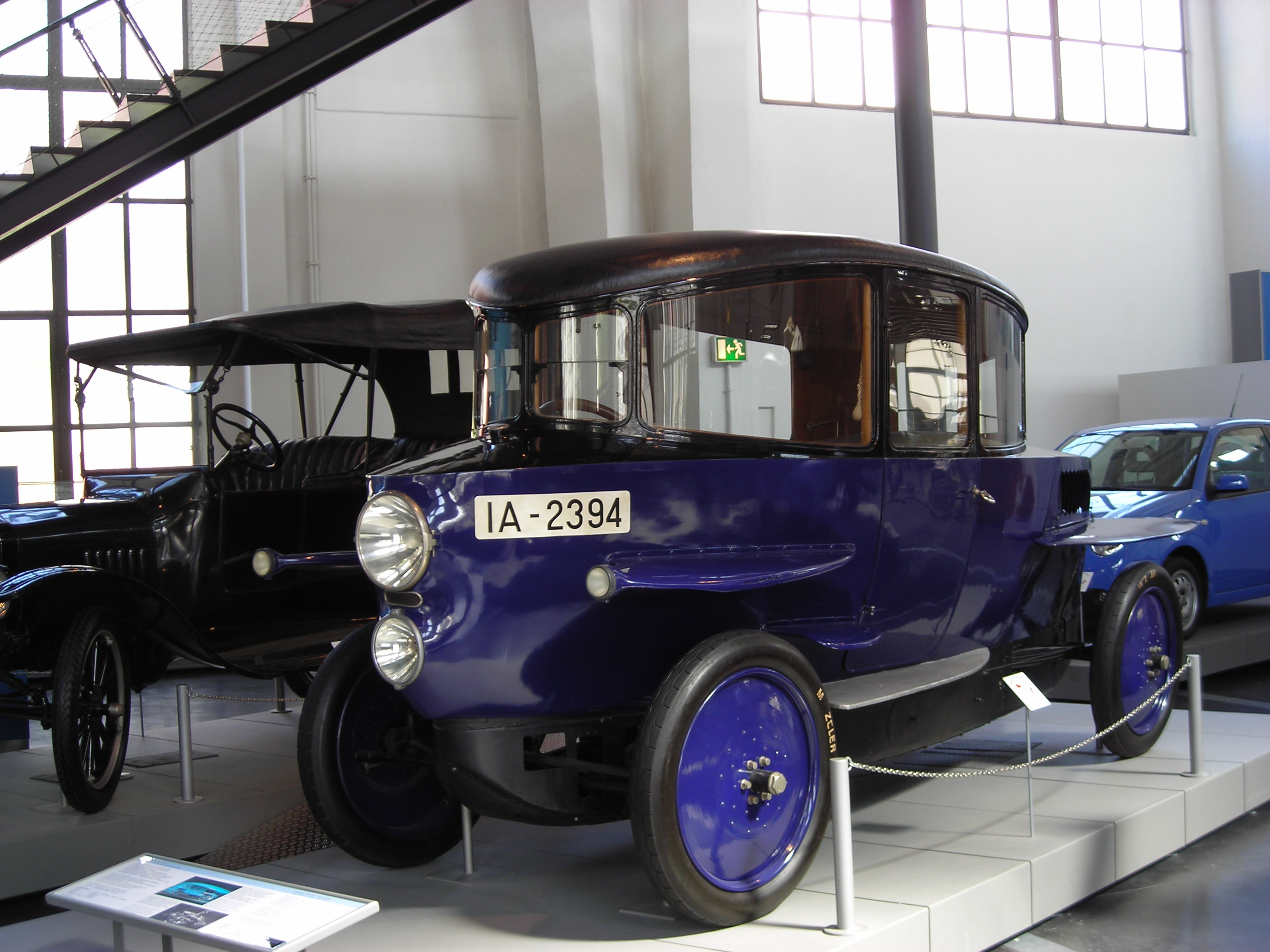
Rumpler-Tropfenwagen